# 굿모닝 쇼
《굿모닝 쇼》(일본어: グッドモーニングショー)는 2016년 10월 8일 개봉된 일본의 영화이다. 제40회 몬트리올 국제 영화제 월드 경쟁 부문에 초청 되었다.

## 출연
- 스미타 싱고 : 나카이 키이치
- 오가와 케이코 : 나가사와 마사미
- 미키 사야 : 시다 미라이
- 이시야마 사토시 - 토키토 사부로
- 스미타 아케미 : 요시다 요
- 니시타니 소우타 : 하마다 가쿠
- 쿠로이와 테츠토 : 마츠시게 유타카
- 아키요시 카츠미 : 이케우치 히로유키
- 마츠오카 코지 : 하야시 켄토
- 다테야마 슈헤이 : 카지와라 젠
- 아라가키 에리 : 키나미 하루카
- 후카와 하야토 : 다이토 슌스케
- 시미즈 아야메 : 오리이 아유미
- 나루모토 카즈미 : 모리와키 에리코
- 타나베 치아키 : 코타니 사야카
- 시모다 토모요 : 토아 유우

## 스태프
- 감독·각본 : 키미즈카 료이치
- 총괄 제작 : 이시하라 타카시, 이시카와 미나미
- 프로듀서 : 츠치야 켄, 후루고이 신야
- 음악 : 무라마차 타카츠구
- 촬영 : 카야노 나오키
- 조명 : 이소 마사히로
- 녹음 : 카키자와 키요시
- 편집 : 호가키 준노스케
- 미술 : 야마구치 오사무
- 주제가 : KANA-BOON "Wake up" (Ki / oon Music)
- 제작 : 후지 TV, 도호 영화
- 제작 프로덕션 : FILM
- 배급 : 도호

## 같이 보기
- 《머니 몬스터》 - 같은 해에 공개된 미국의 스릴러 영화.  프로그램 사회를 담당하는 주인공 남성이 과거에 실수를 범하거나 프로그램의 생중계 방송 중에 범인이 점거 인질을 잡고 프로그램 잭하는 등 본 작품의 내용과 유사하다.